# Marie (épouse de Léon III l'Isaurien)
Marie (en grec ancien : Μαρία ; morte après 718) est une impératrice byzantine et l'épouse de l'empereur romain Léon III l'Isaurien,.

## Impératrice
Au début des années 710, le trône de l'Empire Byzantin est instable. L'empereur Justinien II a été renversé et exécuté en 711. Sa déposition est suivie par les courts règnes de Philippicos (711-713), Anastase II (713-715) et Théodose III (715-717). Tous les trois sont arrivés au pouvoir à la suite de coups d'État menés par des factions de l'armée byzantine.
Une révolte menée par le stratège Léon du thème (région) des Anatoliques, et par Artabasde, stratège du thème des Arméniaques, réussit à détrôner Théodose III. Le 25 mars 717, Léon est proclamé empereur dans la basilique Sainte-Sophie. Marie, sa femme, entre alors dans l'histoire en tant qu'impératrice consort.
En juillet 718, Marie donne naissance à un garçon nommé Constantin au cours d'un siège de Constantinople par Maslama ben Abd al-Malik, un général du califat Omeyyade. Le siège est rompu en août de la même année, et les forces omeyyades se replient. Le 25, Maria prend le titre d'Augusta. Son fils est baptisé par le patriarche Germain Ier de Constantinople. Constantin V est proclamée co-empereur en août 720.
Léon III l'Isaurien reste empereur jusqu'à sa mort, le 18 juin 741. Marie a peut-être survécu quelques années à son mari mais ce n'est pas certain.

## Descendance
Marie et Léon III ont quatre enfants connus :
- Anne, femme d'Artabasde (vers 705-après 772) ;
- Constantin V[3],[4] (Juillet 718-14 septembre 775) ;
- Irène ;
- Kosmo.

Le nom et le lieu de sépulture de deux autres filles de Marie et Léon III sont indiqués dans le recueil De Ceremoniis écrit par Constantin VII. Il n'existe cependant aucune autre information sur elles.

## Sources
- (en) Cet article est partiellement ou en totalité issu de l’article de Wikipédia en anglais intitulé « Maria, wife of Leo III » (voir la liste des auteurs).